# Aisan Racing Team/2014
Deze pagina geeft een overzicht van de Aisan Racing Team-wielerploeg in 2014.

## Algemeen
Manager: Takumi Beppu
Ploegleider(s): Takumi Beppu, Nana Watarai
Fietsen: Scott

## Renners
| Naam                 | Geboortedatum | Nationaliteit | Ploeg 2013         |
| -------------------- | ------------- | ------------- | ------------------ |
| Takeaki Ayabe        | 05-09-1980    | Japan         |                    |
| Shimpei Fukuda       | 22-11-1987    | Japan         |                    |
| Tomohiro Hayakawa    | 02-01-1990    | Japan         | Team Nippo-De Rosa |
| Yoshimitsu Hiratsuka | 13-11-1988    | Japan         |                    |
| Masakazu Ito         | 12-06-1988    | Japan         |                    |
| Ryohei Komori        | 26-09-1988    | Japan         | Geen               |
| Kazuhiro Mori        | 17-09-1982    | Japan         |                    |
| Yasuharu Nakajima    | 27-12-1984    | Japan         |                    |
| Hideto Nakane        | 02-05-1990    | Japan         | Team Nippo-De Rosa |
| Taiji Nishitani      | 01-02-1981    | Japan         |                    |

### Overwinningen
Ronde van Thailand
6e etappe: Taiji Nishitani
Eindklassement: Yasuharu Nakajima
Ronde van Oost-Java
1e etappe: Yasuharu Nakajima
2006 · 2007 · 2008 · 2009 · 2010 · 2011 · 2012 · 2013 · 2014 · 2015 · 2016